# Konstanzer Arbeitskreis für mittelalterliche Geschichte
Der Konstanzer Arbeitskreis für mittelalterliche Geschichte e. V. ist ein 1960 gegründeter Verein zum Zwecke der „Förderung der mittelalterlichen Geschichtsforschung“, der wichtige und weiterführende Fragestellungen der Mediävistik entwickeln will. Mittel dazu sind die Tagungen auf der Insel Reichenau, die zweimal im Jahr mit internationalen Fachleuten veranstaltet werden. Der Konstanzer Arbeitskreis ist eine der renommiertesten Einrichtungen der deutschsprachigen Mittelalterforschung. Die aus den Tagungen hervorgehende Publikationsreihe Vorträge und Forschungen zählt zu den angesehensten Schriftenreihen in der Erforschung des Mittelalters.

## Geschichte
Dem Verein institutionell voraus ging das Städtische Institut für geschichtliche Landesforschung des Bodenseegebietes, das von der Stadt Konstanz 1951 ins Leben gerufen wurde; bereits seit 1945 engagierte sich federführend der Konstanzer Stadtarchivar Otto Feger für die Gründung eines solchen Instituts. Als es 1950 gelang, den Mediävisten Theodor Mayer für die Pläne zu gewinnen, wurde am 30. Oktober 1951 das „Städtische Institut für Landschaftskunde des Bodenseegebietes“ gegründet. Heinrich Büttner hielt den Festvortrag. In den ersten Jahren nach der Gründung des Arbeitskreises wurden die Tagungen auch auf Schloss Mainau, Schloss Zeil, in Donaueschingen und in Lindau abgehalten. Seit 1957 fanden die Tagungen ausschließlich auf der Insel Reichenau statt. Das Hotel Kaiserpfalz diente vierzig Jahre als Tagungsstätte. Im Jahr 1997 wurde das Hotel geschlossen und an die Sparkasse verkauft. Die Räumlichkeiten wurden abgerissen. Der Arbeitskreis blieb jedoch auf der Insel und hält zweimal im Jahr die Tagungen im Familienerholungsheim an der Markusstraße ab. Wegen dort notwendiger Umbauarbeiten fanden die Tagungen im Herbst 2013 und Frühjahr 2014 am Nordufer des Untersees im Haus St. Elisabeth in Hegne statt. Bei den Tagungen wird im geschlossenen Kreis diskutiert und referiert. Die Ergebnisse der Tagungen werden erst mit den Tagungsprotokollen und vor allem mit den gedruckten Tagungsbänden in der Reihe der Vorträge und Forschungen der Öffentlichkeit zugänglich gemacht. Nur selten stehen öffentliche Vorträge auf dem Programm einzelner Tagungen.
Anne Christine Nagel betont bei der Tagungspraxis des Konstanzer Arbeitskreises für mittelalterliche Geschichte den Hang zur Kontinuität mit der Zeit vor 1945. Das zweimalige Tagen im Jahr orientierte sich am „Kriegseinsatz der Geisteswissenschaften“. Mayer hatte dies als Leiter bereits 1941 in dieser Form praktiziert. Außerdem waren die Konferenzen vor und nach dem Krieg interdisziplinär ausgerichtet und fanden unter einer vorgegebenen Themenstellung statt.
Im März 1960 gründete sich dann der Verein Konstanzer Arbeitskreis. Nagel zufolge geschah dies vor allem in der Absicht, um Zugang zu den vom Bundesinnenministerium in Aussicht gestellten Geldmitteln zu bekommen. Zu den Gründungsmitgliedern gehörten neben Mayer die Mediävisten Karl Bosl, Walter Schlesinger, Helmut Beumann, Heinrich Büttner, Eugen Ewig, Otto Feger und Franz Steinbach sowie der Münchener Byzantinist Hans-Georg Beck. Die meisten Gründungsmitglieder waren relativ jung. Acht von ihnen standen als Hochschullehrer im aktiven Dienst. Anne Christine Nagel konstatierte für die Mitte der 1960er Jahre allerdings einen „Klassenkampf Professoren vs. Archivare“, der das Klima im Konstanzer Arbeitskreis zwischenzeitlich vergiftet habe. Bis 1969 vergrößerte sich die Zahl der Mitglieder um acht, bis 1979 um weitere sieben, bis 1989 um elf und bis 1999 um weitere neunzehn Mitglieder. Im Jahr 1999 hatte der Arbeitskreis 38 Mitglieder. Dabei waren 24 Hochschulorte im Kreis vertreten. Die Vereinsvorsitzenden zählten regelmäßig zu den renommiertesten Vertretern ihres Fachs, doch bis 2001 gehörte außer der Schriftführerin Traute Endemann keine Frau zu den Mitgliedern des Arbeitskreises.
Die Ergebnisse der Tagungen werden seit 1952 in der Schriftenreihe Vorträge und Forschungen publiziert. Im Jahr 2025 erschien der 98. Band; die Beiträge sind bis auf die jeweils drei neuesten Jahrgänge in digitaler Form abrufbar. Ab Band 81 wurden englische Zusammenfassungen aller Beiträge eingeführt. Ergänzt werden diese Veröffentlichungen durch die Reihe Sonderbände, bei der es sich um Monographien handelt, die im Umkreis des Vereins entstanden sind und in der bis 2015 57 Bände erschienen sind.
Nach Werner Paravicini war der Konstanzer Arbeitskreis ursprünglich „ein Sammelbecken der nach 1945 Zukurzgekommenen“, die sich größeren Einfluss wünschten. Es habe lange gedauert, ehe neue Themen und Theorien vom Arbeitskreis aufgegriffen wurden. Anne Christine Nagel befasste sich mit der Frage, ob und in welcher Form der Arbeitskreis „zur Reintegration der deutschen Historiker in die Gemeinschaft europäischer Geschichtswissenschaft“ beitrug. Nach Nagel blieb der Kreis bis in die frühen 1980er Jahre „ein Außenseiterunternehmen“. Diese Ansicht ist in der Fachwelt allerdings umstritten. Nach Nagels Fazit habe der Arbeitskreis „die Reintegration deutscher Geschichtswissenschaft in den europäischen Kontext sicherlich nicht behindert, [...] aber auch nicht in besonderem Maße befördert“.

## Vorsitzende
- 1951/1960–1968 Theodor Mayer
- 1968–1971 Josef Fleckenstein
- 1971–1972 Peter Classen
- 1972–1988 Helmut Beumann
- 1988–1991 Johannes Fried
- 1991–1994 Harald Zimmermann
- 1994–1998 Peter Moraw
- 1998–2001 Jürgen Petersohn
- 2001–2007 Stefan Weinfurter
- 2007–2013 Thomas Zotz
- 2013–2019 Claudia Zey
- seit 2019 Nikolas Jaspert